# Tłuściec
Tłuściec – wieś w Polsce położona w województwie lubelskim, w powiecie bialskim, w gminie Międzyrzec Podlaski.
Wieś była własnością starosty guzowskiego i nowomiejskiego Stanisława Opalińskiego, leżała w województwie podlaskim w 1673 roku. Do 1954 roku istniała gmina Tłuściec. W latach 1975–1998 miejscowość administracyjnie należała do województwa bialskopodlaskiego.
Wieś jest sołectwem w gminie Międzyrzec Podlaski. Według Narodowego Spisu Powszechnego z roku 2011 wieś liczyła 464 mieszkańców.
Wierni Kościoła rzymskokatolickiego należą do parafii św. Józefa Oblubieńca Najświętszej Marii Panny w Międzyrzecu Podlaskim.

## Części wsi
| SIMC    | Nazwa  | Rodzaj    |
| ------- | ------ | --------- |
| 0016277 | Podbór | część wsi |
| 0016283 | Podleś | część wsi |

## Charakterystyka wsi
Nazwa wywodzi się prawdopodobnie od tłustych, gliniastych gleb położonych na skraju dawnego kompleksu leśniego zwanego Tłuśćcem rozprzestrzeniającego się na linii miejscowości Wiśniew, Radomyśl, Krzesk Stary.
We wsi funkcjonuje Szkoła Podstawowa im. M. Kopernika; kształci uczniów Tłuśćca i okolicznych wsi: Żabiec, Krzewicy, Wólki Krzymowskiej oraz Krzymoszyc.
Ponadto znajduje się tu Niepubliczny Zakład Opieki Zdrowotnej, Poczta, Filia Biblioteki Gminnej, apteka, dwa sklepy.

## Historia
Wieś wchodziła w 1662 roku w skład majętności międzyrzeckiej Łukasza Opalińskiego. Tłuściec w wieku XIX opisano jako wieś i osadę w powiecie radzyńskim (1867–1975), gminie Tłuściec, parafii Międzyrzec Podlaski (odległej o 32 wiorsty).
Wieś była siedzibą Urzędu Gminnego. W roku 1883 było tu 64 domy i 407 mieszkańców na 1149 morgach osada Tłuściec posiadała 1 dom, 3 mieszkańców i 248 mórg ziemi. Spis z 1827 r. wykazał 73 domy i 390 mieszkańców.
Gmina Tłuściec graniczyła wówczas z gminami Misie, Zahajki, Szóstka, Żerocin i gminą Kąkolownica.
Ogólna powierzchnia gminy Tłuściec wynosiła 19 900 mórg, ludność – 4163 osób z których: 2749 prawosławni, 1440 katolicy i 39 pochodzenia żydowskiego. Sąd gminny okręgu I miał siedzibę w Stołpnie oddalonej o 12 wiorst, najbliższa stacja pocztowa w Międzyrzecu. W skład ówczesnej gminy wchodziły: Długołęka, Galasy, Koszeliki, Kożuszki, Krzewica, Krzymoszyce, Krzymowska-Wólka, Łuby, Łuniew, Łukowisko, Manie, Przyłuki, Rogoźnica, Tłuścieć, Zasiadki, Zawiersze, Żabce i Żarki.